# ウィグナー＝エッカルトの定理
ウィグナー＝エッカルトの定理（ウィグナー＝エッカルトのていり、英語: Wigner–Eckart theorem）とは、量子力学において、角運動量({\displaystyle \mathbf {J} ,J_{z}})の固有状態に対する球面テンソル演算子{\displaystyle T_{q}^{(k)}}の行列要素が、次のように物理的因子と幾何学的因子に分離できることをいう。
{\displaystyle \langle \alpha jm|T_{q}^{(k)}|\alpha 'j'm'\rangle ={\frac {\langle j'm'kq|j'kjm\rangle }{\sqrt {2j+1}}}\langle \alpha j||T^{(k)}||\alpha 'j'\rangle }
ここで{\displaystyle j,j'}は全角運動量量子数、{\displaystyle m,m'}は全角運動量のz成分の量子数、{\displaystyle \alpha ,\alpha '}はそれ以外の量子数である。
{\displaystyle \langle \alpha j||T^{(k)}||\alpha 'j'\rangle }は換算行列要素と呼ばれ、{\displaystyle J_{z}}の固有値{\displaystyle m,m',q}に依存せず、座標軸の取り方などにも依らない。球面テンソルの物理的な情報はすべてこの中に含まれる。
{\displaystyle \langle j'm'kq|j'kjm\rangle }はクレブシュ-ゴルダン係数で、幾何学的な情報はこの中に含まれる。
換算行列要素の定義は様々である。